# Elsa Sophia von Kamphoevener
Elsa Sophia von Kamphoevener (* 14. Juni 1878 in Hameln; † 27. Juli 1963 in Marquartstein) war eine deutsche Schriftstellerin und Märchenerzählerin.

## Leben
In Hameln als Elsa Sophia Kamphövener geboren, wuchs sie ab Juni 1883 in Konstantinopel auf. Dort war ihr Vater Louis Kamphövener als Major und zudem ab 1895 als osmanischer Muschir (Marschall) mit dem Titel eines Paschas ein deutscher Reorganisator der osmanischen Armee.
Das Kind wuchs in der Obhut seiner Mutter Anna (1857–1932), umgeben von türkischem, griechischem und armenischem Personal sowie bewacht von einem türkischen Soldaten, im Verkehr mit den Familien preußischer und osmanischer Militärs, Diplomaten, Eisenbahn-Erbauer und Kaufleute auf und lernte dabei mehrere Sprachen.
Wie die kleine Elsa Sophia in diesem Umfeld mit türkischen Volksmärchen in Berührung kam, ist unsicher. Wahrscheinlich hörte sie orientalische Märchen erstmals bei den Bediensteten ihrer Familie.
Ihren Türkeiaufenthalt musste die Zwölfjährige für mehrere Jahre unterbrechen, da sie auf eine Schule in Hildesheim geschickt wurde. Als knapp Sechzehnjährige kehrte sie zurück. Sie widmete sich dem gesellschaftlichen Leben und bekam Kontakt zu einer Tochter des Sultans Abdülhamid II., worüber allerdings widersprüchliche Angaben bestehen. Aus Briefen und den Lebenserinnerungen ihres Vaters weiß man, dass sie – vom Vater unterstützt – gerne die Basare Konstantinopels besuchte und dort ihre Sprachenkenntnisse erweitern und festigen sowie den Erzählungen der Händler und Handwerker lauschen konnte.
Im Jahr 1900 wurde die Familie in den Adelsstand erhoben. Im selben Jahr ging Elsa Sophia in Konstantinopel ihre erste Ehe mit dem Privatdozenten für Bergbau Adolph von Elterlein ein, der durch die Vermittlung ihres Vaters ein osmanisches Amt übernehmen konnte. Hier brachte sie einen Sohn (Uttmann von Elterlein, 1901–1945) zur Welt. 1906 verließ sie ohne ihr Kind die Türkei für immer.
Kurz nach der Scheidung 1908 heiratete sie den Arzt Ernst Marquardsen und zog nach Bad Kissingen, wo Marquardsen ein Sanatorium besaß. Als Else Marquardsen-Kamphövener publizierte sie zwischen 1915 und 1939 zahlreiche Artikel in Zeitschriften, 18 Romane, ein Sachbuch und eine Komödie. 1919 gründete sie ihren eigenen Verlag und 1920 eine Zeitschrift, die sie beide nach dem Tod ihres Mannes (1921) wieder aufgab. 1925 schloss sie mit dem Schriftsteller Alfred Balte ihre dritte Ehe, die im folgenden Jahr wieder geschieden wurde. 1927 heiratete sie den Bad Meinberger Kurdirektor Franz Kaub.
Anfang 1933 trennte sie sich von ihrem Mann (Scheidung 1939) und zog allein nach Berlin. Sie trat dort zum 1. April 1933 in die NSDAP ein (Mitgliedsnummer 1.664.593), wurde aber nach zwei Monaten wieder aus der „Reichskartei“ gestrichen; ihre erneute Bewerbung 1935 wurde abgelehnt. Im August trat sie dem „Reichsverband deutscher Schriftsteller“ bei und arbeitete nun für die Zeitschrift Fürs Haus, ab 1941 für Wir und die Welt sowie als Lektorin bei der Filmgesellschaft Europa, ab 1937 bei Tobis.
1942 meldete sie sich als Freiwillige an die Front, um den Soldaten als „Kamerad Märchen“ ihre orientalischen Märchen zu erzählen. 1944 wurde ihr Berliner Wohnhaus total ausgebombt, ihr gesamter Besitz zerstört. Im März 1945 floh sie aus Berlin und versuchte sich an verschiedenen Orten in Süddeutschland eine neue Existenz als „Baronin von Kamphoevener“ aufzubauen.
1951 wurde sie vom Süddeutschen Rundfunk als Märchenerzählerin entdeckt. Mit zahlreichen Märchensendungen, auch bei nahezu allen anderen deutschsprachigen Rundfunkanstalten, begründete sie ihren Ruf als einmalige Interpretin ihrer orientalischen Geschichten, die sie dazu ab 1956 auch in Buchform veröffentlichte. Einige dieser Radioaufnahmen gelangten auf Sprechplatten des von Ernst Ginsberg gegründeten „literarischen Archivs“ bei der Deutschen Grammophon. 2004 wurden annähernd alle erhaltenen Radiosendungen auf 10 Audio-CDs veröffentlicht, doch musste die Sammlung aus urheberrechtlichen Gründen zurückgezogen werden. 2008 wurden die erhaltenen Rundfunkaufnahmen aus den 1950er Jahren erstmals vollständig auf MP3-CDs veröffentlicht.
1952 zog Elsa Sophia von Kamphoevener zu ihrer Freundin Ilse Wilbrandt (1897–1978) nach Marquartstein. Dort starb sie am 27. Juli 1963, als Märchenerzählerin hochverehrt, kurz nachdem sie 85 Jahre alt geworden war.
Das Grab der Elsa Sophia von Kamphoevener befand sich im kirchlichen Teil des Marquartsteiner Friedhofs. 

## Selbstdarstellung und Selbsterfindung
In Interviews zu ihren Rundfunksendungen nach 1951 und in den Vorworten zu den zwei Folgen der 1956/57 veröffentlichten Märchensammlung An Nachtfeuern der Karawan-Serail legte Elsa Sophia von Kamphoevener die entscheidenden, bereits in den 20er-Jahren angedeuteten Aussagen über ihre Jugend und ihren Zugang zu den türkischen Märchen endgültig fest. Danach hatte sie etwa 400 Märchen im Gedächtnis, die sie hauptsächlich, als junger Mann verkleidet, auf Ritten durch Anatolien gehört habe. Der Märchenerzähler Mazarlyk-dji Fehim Bey habe sich ab und zu von ihr vertreten lassen. Sie habe in den Karawan-Serail selbst Märchen erzählen dürfen und einen eigenen, unverwechselbaren Erzählstil entwickelt. Schließlich habe ihr Fehim Bey alle Rechte eines Maddha (in heutigem Türkisch Meddah, Märchenerzähler) zugebilligt. Das ihm in Anatolien gegebene Versprechen, die dort gelernten Märchen nie aufzuschreiben, habe sie aufgegeben, weil sie deren Erhalt in der mündlichen Tradition für gefährdet und nur in der schriftlichen Form als überlebensfähig ansah.
Diese Aussagen können heute zum größten Teil falsifiziert werden. Ob Elsa Sophia von Kamphoevener den Unterschied von Sein und Schein selbst erkannt und reflektiert hat, bleibt allerdings ungewiss. Ihr eigenes Leben sah sie möglicherweise mehr „mit dem Träumerblick der Dichterin“ und weniger „mit dem scharfen Auge der Denkerin“.
Keinesfalls war die jugendliche Elsa Sophia als selbstständige, von Beschützern begleitete Reiterin in Anatolien unterwegs. Ein Reitunterricht im Jahre 1896 endete nach Aussage des Bruders kläglich. Für danach ist kein einziger Ritt der jungen Frau nachzuweisen. Allerdings schrieb der Vater im Juli 1898: Die Pferdefrage wird in diesen Tagen zu Elles Zufriedenheit beendigt. Die Bedeutung dieser Notiz lässt sich freilich nicht abschätzen. Der Märchenerzähler Fehim Bey konnte bisher nicht identifiziert werden.
Ihre Erzählweise, die auch ihren schriftlichen Märcheneditionen zugrunde lag, schilderte von Kamphoevener im Vorwort zur 2. Folge von An Nachtfeuern der Karawan-Serail. Sie erläuterte dabei, wie und warum sie als Meddah den Erzählkern einer Geschichte eigenständig und selbstverantwortlich erweitern müsse. Das von ihr gewählte Beispiel bildet zugleich die erste Geschichte der 2. Folge. Das Türkisch der vorgeblichen Urfassung ist fehlerhaft und lässt vermuten, dass von Kamphoevener das Türkische entgegen ihren eigenen Angaben nicht perfekt beherrschte und wohl dem Gehör nach in einer eigenen Transkription aufschrieb. Dafür sprechen zudem die fehlerhaften Worterklärungen in An Nachtfeuern der Karawan-Serail. Auch den Begriff Maddha bzw. Meddah verwendete von Kamphoevener in eigener Weise. Sie hält ihn für gleichbedeutend mit der Bezeichnung für einen Erzähler von tradierten Volksmärchen. Das Repertoire des türkischen Meddah bestand aber hauptsächlich aus theatralisch vorgetragenen, schwankhaften und gesellschaftskritischen Erzählungen.
Eine kritische Analyse der Märchen und Geschichten erbrachte den Nachweis, dass deren Stoffe und Inhalte zu einem erheblichen Teil einer Sammlung von türkischen Volksmärchen entstammen, die Ignácz Kúnos zunächst auf Türkisch und Ungarisch, dann 1907 in Leipzig in deutscher Übersetzung herausgegeben hatte. Achtzehn der dreißig eigentlichen Märchen aus An Nachtfeuern der Karawan-Serail – in dieser Sammlung finden sich beispielsweise auch Essays – basieren auf Märchen aus Kúnos' Sammelwerk. Manche der Märchenmotive von Kamphoeveners finden sich allerdings auch in anderen abendländischen und orientalischen Erzählungen. Etliche Märchen von Kamphoeveners werden ganz als ihre eigenen Erfindungen angesehen. Vor allem ihr Erzählstil, ihre Art der Zusammenstellung türkischer und türkisch anmutender Motive, ihre deutschen Werte- und Moralvorstellungen, die Heroisierung der Protagonisten und die Verankerung der empirisch nachvollziehbaren Märchen in der als real existierend vorgegebenen orientalischen Welt, das Aussparen des Absurden und Bösen sowie das Fehlen volkstypischer Symbolik unterscheiden von Kamphoeveners Kunstmärchen von den ursprünglichen türkischen Märchen. Eine Trivialisierung türkischen Volksgutes geschieht zudem durch das Weglassen schmerzhafter Erlebnisse. Von Kamphoevener lässt die für türkische Märchen typische Kontrastierung außer Acht. Bei diesem Neuschöpfungs- und Umformungsprozess entstanden Kunstmärchen eigener, individueller Prägung von großer Wirkung.
Das deutschsprachige Publikum ließ sich von den Märchenerzählungen von Kamphoeveners begeistern, nahm ihre Selbstdarstellung als Tatsache an und bezeichnete sie bereitwillig als „Baronin“ von Kamphoevener. Sie kann daher ohne Übertreibung als äußerst erfolgreiche Erzählerin ihrer persönlich gestalteten Kunstmärchen bezeichnet werden, nicht jedoch als Erzählerin authentischer, selbst gesammelter Volksmärchen in der Tradition der türkischen Märchenerzähler aus osmanischer Zeit.

## Werk
Bevor Elsa Sophia von Kamphoevener als Verfasserin und Erzählerin von türkischen Märchen berühmt wurde, hatte sie bereits unter dem Namen Else Marquardsen-Kamphövener Erzählungen, Aufsätze, Übersetzungen, Romane und eine Komödie veröffentlicht.
Die frühen Schriften zwischen 1916 und 1922 umkreisten das Thema des osmanischen Orients. Es folgten danach hauptsächlich Trivialromane, die teilweise als Fortsetzungsromane in Zeitschriftenverlagen veröffentlicht wurden. Der 1937 verlegte Roman Pionier für Deutschland  ist von nationalsozialistischem Gedankengut geprägt. 1941 befasste sich von Kamphoevener in mehreren kurzen Beiträgen in Wir und die Welt wieder mit der Welt des Orients. Nach 1945 nahm sie keinen Bezug mehr auf ihre bisherigen Werke. Auch die äußeren Umstände ihres Lebens zwischen 1906 und ihrer Karriere als Märchenerzählerin fanden – außer ihrer Freundin Ilse Wilbrandt gegenüber – keine öffentliche Erwähnung mehr. Dagegen nahmen Darstellungen von weitgehend fiktiven Erlebnissen vor 1906 bedeutenden Raum ein.
Bereits im Januar und Februar 1929 wurden einige Märchenerzählungen von Kamphoeveners, von ihr frei gesprochen, im Rundfunk gesendet. Daran konnte sie ab 1951 anknüpfen. Ihr Erfolg als Märchenerzählerin in deutschsprachigen Rundfunkanstalten war die Grundlage für die Buchausgaben ihrer Märchen ab 1956.

### Unter dem Namen Else Marquardsen-Kamphövener publizierte Werke (Auswahl)
Ein umfangreiches Werkverzeichnis findet sich bei Helga Moericke: Leben und Werk der Märchenerzählerin Elsa Sophia von Kamphoevener (1994).
Orientalia:
- Der Smaragd des Scheich: Erzählung aus dem Erwachen der Türkei, Georg Müller, München und Berlin 1916
- Das Wesen des Osmanen: Ein Berater für Orientfahrer. Roland-Verlag Dr. Albert Mundt, München 1916 (Internet-Archiv)
- Kleinasien als wirtschaftliches Ersatzgebiet für Italien und die Riviera, Deutsche Levante-Zeitung 7 Nr. 16, Hamburg 16. August 1917, S. 577–578 (SUB Hamburg)
- Vom Schweigen des Morgenlandes in Deutscher Wille. Des Kunstwarts 31. Jahr, München 1. Septemberheft 1918, S. 139–141 (UB Heidelberg)
- Bülbül el Hazar: Die Liebesrhythmen der tausend Nächte und der einen Nacht. Übertragung nach Mardrus, München 1920
- Töchter der Tyrannei: Wahrheit u. Dichtung vom Hofe der Khalifen. Roman, Schahin-Verlag, München 1920
- Der Sklave der Kleopatra, Schahin-Verlag, München 1920
- Die Todeshochzeit der Azzisa Sultan. Schahin-Verlag, München 1922
- An heiligen Ufern. Archiv für Kultur u. Forschung im Orient. Hrsg. v. Else Marquardsen-Kamphövener. H. 4/5, München 1922
- Märchenerzähler des Orients, Mitteilungen des Bundes der Asienkämpfer 5 Nr. 8, Berlin 1. August 1923, S. 12–13 (Staatsbibliothek zu Berlin)

Beiträge in der Zeitschrift Jugend. Münchner illustrierte Wochenschrift für Kunst und Leben:
- Des Siegers Heimkehr. In anatolischem Volkston, Jugend 21 Nr. 44, 1916, S. 910 (UB Heidelberg)
- Hinter Haremsgittern, Jugend 21 Nr. 44, 1916, S. 911–914 (UB Heidelberg)
- Der Topf im Walde, Jugend 34 Nr. 35, 1929, S. 557–558 (UB Heidelberg)
- Der Mensch mit Mappe, Jugend 34 Nr. 37, 1929, S. 592–593 (UB Heidelberg)
- Non è cristiano, Jugend 35 Nr. 16, 1930, S. 247 (UB Heidelberg)

Trivialromane:
- Die Pharaonin. Roman, Berlin 1926
- Raubritter & Co. Roman, Berlin 1928
- Tscherwonez: Das internationale Abenteuer. Roman, Baden-Baden 1930
- Tapfere kleine Lore. Liebesroman, Berlin 1936
- Ruth Portable. Frauenroman, Leipzig 1936
- Mungo Holm. Kriminalroman, Leipzig 1936
- Niemals besiegt. Roman, Dresden 1937
- Pionier für Deutschland . Roman, Ludwigsburg u. Leipzig 1937

Beiträge in Wir und die Welt. Nr. 4, 3. Jahrgang 1941:
- Überlieferte Volksdichtung im kleinasiatischen Raum.
- Die Schwelle zwischen Orient und Okzident.
- Der Islam und seine Begründer.

### Unter dem Namen Elsa Sophia von Kamphoevener publizierte Werke

#### Buchausgaben
Zu Lebzeiten erschienen:
- An Nachtfeuern der Karawan-Serail. Märchen und Geschichten alttürkischer Nomaden. Christian Wegner, Hamburg 1956/57
  - Neuausgabe in drei Bänden: Rowohlt, Reinbek 1990 (1975), ISBN 978-3-499-12400-6
- Ali, der Meisterdieb. Eine Geschichte alttürkischer Nomaden. Insel (IB 656), Wiesbaden 1957
- Der weiße Scheich. Überreuter, Heidelberg/Wien 1957
- Die Pferde des weißen Scheichs. Überreuter, Heidelberg/Wien 1958
- Am alten Brunnen des Bedesten. Von Allahs Tieren. Wegner, Hamburg 1958
- Damals im Reiche der Osmanen. Ein Märchen der Wirklichkeit aus der Türkei des Sultan Abdul Hamid. Mohn, Gütersloh 1959
- Anatolische Hirtenerzählungen. Wegner, Hamburg 1960
- Islamische Christuslegenden. Arche, Zürich 1963

Posthum erschienen:
- Mohammed. Die Legende des Islams. Arche, Zürich 1968
  - beide neu als: Mohammed. Islamische Christuslegenden. Rowohlt (rororo 12543), Reinbek 1989
- Der Zedernbaum. Märchen und Geschichten aus der alten Türkei. Mit alten türkischen Miniaturen und Ornamenten. Wegner, Hamburg 1966

#### Hörbücher
Zu Lebzeiten erschienen:
- Orientalische Märchen (2 Folgen auf 2 Schallplatten). Deutsche Grammophon (DG junior 2546006/2546015), Hamburg 1957
  - Neuausgabe: 2 CDs, Deutsche Grammophon 1993; im Universal Vertrieb 2006, ISBN 978-3-8291-1665-7
- Elsa Sophia von Kamphoevener erzählt orientalische Geschichten. Die vierzig Lügen – Scheherazade. Christophorus (CLX 75521), Freiburg im Breisgau 1958
  - neu als: Orientalische Geschichten. 1 CD, Christophorus (CHR 88016-2), Heidelberg 1997

Posthum erschienen:
- Der Schweigende. Ein türkisches Märchen. Christophorus, Freiburg im Breisgau 1968
- An Nachtfeuern der Karawan-Serail. Märchen und Geschichten alttürkischer Nomaden, erzählt von Elsa Sophia von Kamphoevener. 10 CDs, Deutsche Grammophon, Hamburg 2004, ISBN 978-3-8291-1458-5
- Das Lachen der Scheherazade. Das Hörwerk. 2 CDs im MP3-Format, mit 1 Beiheft. Zweitausendeins, Frankfurt 2008, ISBN 978-3-86150-699-7

## Nachruhm
Unter Märchenerzählern und -kennern hat von Kamphoevener auch heute noch einen hervorragenden Ruf. Viele der von ihr aufgezeichneten Märchen, insbesondere die Burlesken aus den Nachtfeuern, werden als festes Repertoire von deutschen Märchenerzählern wiedergegeben. Einige ihrer Stoffe – vor allem die Erzählungen – wurden und werden von verschiedenen Theatern für das Schauspiel oder das Figurentheater dramatisiert. Dabei reichen die Umsetzungen eines Stoffes wie Das Mädchen und die harten Schuppen von Inszenierungen für Kinder (Das Hirtenmädchen Aymineh von Wolfram Mehring, etwa am Staatstheater Kassel 2004) bis hin zu abstrakten Figurentheater-Stücken im Abendprogramm (Aymineh – Die Freiheit des Hirtenmädchens von Claudia Hann und Udo Mierke an der Cassiopeia Bühne Köln). Das Buch Die Märchentante, der Sultan, mein Harem und ich des Reiseschriftstellers Helge Timmerberg erzählt ausschweifend und humorvoll vom (gescheiterten) Versuch des Autors, das Leben von Kamphoeveners in ein Drehbuch zu fassen. Im Zentrum seiner Geschichte steht das Märchen Die Perlenkarawane.

## Nachlass
Der literarische Nachlass von Elsa Sophia von Kamphoevener liegt im Literaturarchiv der Monacensia im Hildebrandhaus.